# Hansjörg Hassler

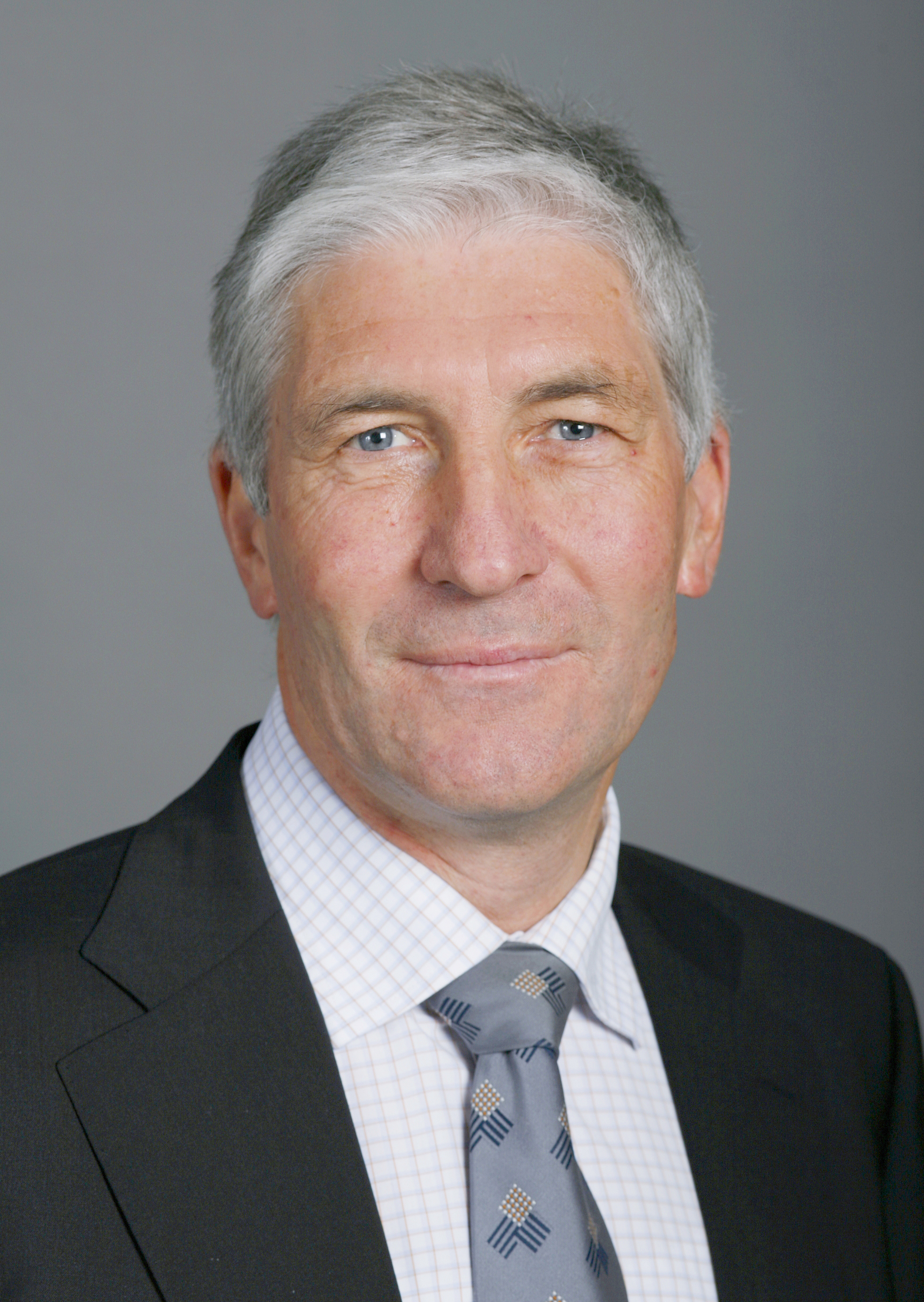
Hansjörg Hassler

Hansjörg Hassler (* 23. September 1953 in Donat GR) ist ein Schweizer Politiker (BDP Graubünden). Der Landwirt wurde bei den Wahlen 1999 für die Bündner SVP in den Nationalrat gewählt und gehörte diesem bis zum 29. November 2015 an. Während seiner Zeit im Nationalrat gehörte Hassler von 1999 bis 2007 der „nationalrätlichen Kommission für soziale Sicherheit und Gesundheit“ (SGK) an. Seit Dezember 2007 bis zum Ende seiner Nationalratszugehörigkeit war er Mitglied der „Kommission für Wirtschaft und Abgaben“ (WAK) des Nationalrats. Seit dem Ausschluss der SVP Graubünden aus der SVP Schweiz ist Hassler Mitglied der neu gegründeten BDP Graubünden.
Davor war er auf lokaler und kantonaler Ebene politisch aktiv. 1977–1995 war er Mitglied des Gemeindevorstandes von Donat GR, davon von 1985 bis 1995 als Gemeindepräsident. Von 1994 bis 2000 war er Bündner Grossrat für den Kreis Schams. Von 1997 bis 2000 präsidierte er die Bündner SVP.
Hansjörg Hassler war in der Zeit von 2003 bis 2015 Präsident des Bündner Bauernverbandes und in der Zeit von 2006 bis 2014 Präsident des Schweizerischen Alpwirtschaftlichen Verbandes. Daneben war Hassler bis 2012 Vorstandsmitglied der Schweizerischen Arbeitsgemeinschaft für die Berggebiete und gehörte bis 2013 auch dem Vorstand des Schweizerischen Bauernverbandes an.
Hassler ist verheiratet und Vater dreier erwachsener Kinder.